# Pratosardo
Pratosardo è una località nei pressi di Nuoro, dalla quale dista circa 5 km a ovest, nella quale è stata insediata la zona industriale del capoluogo nella seconda metà del Novecento.

## Geografia
Si tratta di un piccolo pianoro tradizionalmente adibito ad attività di pastorizia e agricoltura, che nell'Ottocento fu teatro di alcuni sanguinosi fatti legati ai conflitti sociali originati dall'editto delle chiudende. La zona rappresentava allora per Nuoro, insieme all'altro pianoro di Bad'e Carros, uno dei due principali settori orograficamente sfruttabili per quelle attività, il resto del territorio immediatamente circostante la città essendo prevalentemente inadatto per impervietà; tuttavia, non ebbe mai uno sfruttamento intensivo poiché l'espansione della città avveniva verso Sud-Est in direzione delle più riparate vallate che conducono a Oliena e Orgosolo.

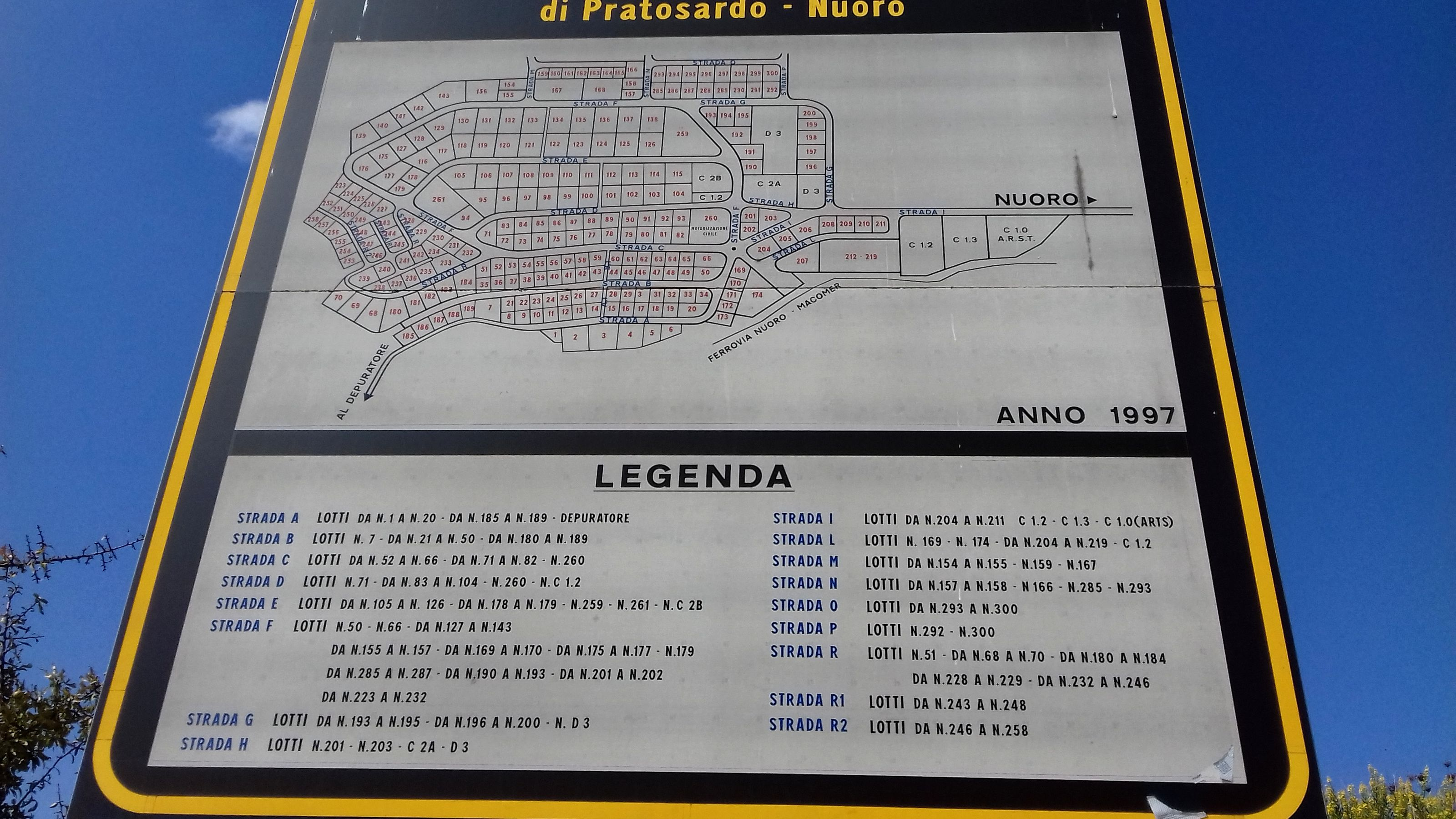
Cartello stradale con l'indicazione dei lotti e delle strade della Zona Industriale.

La moderna zona industriale, che è direttamente collegata alla ss. 131 D.C.N., si estende su una superficie di 289 ettari e, dopo il mancato sviluppo dei plessi industriali di Ottana, si situa fra la già affermata z.i. di Macomer-Tossilo e la nascente z.i. di Siniscola, ed era stato studiato già negli anni sessanta come stazione industriale intermedia fra Macomer e Olbia (punto di comunicazione con il Continente). Primo presidente del consorzio industriale fu Ezechiele Sanna, considerato fra i promotori dell'insediamento.
Ospita oggi, oltre alle industrie, impianti sportivi, strutture pubbliche, centri commerciali (grande distribuzione). Da diversi anni è in attesa di realizzazione una manovra per lo spostamento a Pratosardo di alcune attività e strutture attualmente ancora operanti in città, come la Base Logistica Addestrativa di Viale Sardegna a Nuoro e la costituzione, sempre nella nuova caserma di un Reparto della brigata Sassari.

## Infrastrutture e trasporti

### Ferrovie
La località è attraversata dalla ferrovia Macomer-Nuoro ed è servita da una stazione ferroviaria collegata ai due capolinea e ad altri centri intermedi dai treni dell'ARST.
È possibile spostarsi anche con la linea 9 di autobus da Nuoro a Pratosardo e viceversa.